# Rachel Cheigam-Grunstein
Pour les articles homonymes, voir Grünstein.
Rachel Grunstein, née Cheigam le 24 janvier 1917 à Petrograd et morte le 23 mars 2018 à Garches, est une résistante française.

## Biographie
Ayant fui la Révolution de 1917, sa famille se réfugie d'abord en Lituanie, puis à Berlin. Son père, diamantaire, s'établit ensuite à Anvers, puis à Paris en 1924.
Après son brevet en 1933, elle devient journaliste sportive, couvrant notamment les sports féminins et la boxe pour L'Auto (ancêtre de L'Équipe) et Le Petit Parisien.
Mais avec le début de la Seconde Guerre mondiale, sa vie change radicalement. Elle s'exprime avec véhémence contre le régime de Vichy: " Mes débuts dans ce qu'on n'appelait pas encore la Résistance ont consisté à mettre les gens en garde contre la propagande allemande et vichyste et à montrer le véritable visage du nazisme." (Témoignage, le 17 février 2000)
Avec sa famille, elle est sauvée de la rafle du Vélodrome d'Hiver par Simone Parion qui les abrite pendant deux semaines et leur fournit des faux papiers[réf. nécessaire]. Elle prend alors le nom d'Aline Vannier.
"J'ai pensé, à l'époque, qu'en tant que Juive et en tant qu'être humain, je devais me battre contre un assassin et ses complices qui voulaient nous exterminer. Je crois avoir un caractère non pas exceptionnel, mais suffisamment fort pour refuser à un ignoble tyran même la minuscule victoire qu'était mon arrestation et plus tard, probablement, ma mort et c'est pourquoi je me suis battue et évadée." (Témoignage, le 17 février 2000)
Elle rejoint le mouvement Combat puis l'Armée juive, bientôt renommée Organisation Juive de Combat. Elle travaille d'abord avec Lucien Lublin, ainsi qu'avec Zizi Pohorylès, le commandant Mélin (responsable FFI de la région Provence-Nice), Robert l'Arménien ou Dika Jefroykin[réf. nécessaire]. Elle fournit de faux papiers aux Juifs.
Après l’invasion de la zone Sud elle est à Nice, secrétaire de Roger Foucher-Creteau, journaliste antinazi qui avait été à « Notre Temps » « Paris-Midi » et « l’Intransigeant ». En novembre 1943, elle intègre avec sa sœur Nelly une équipe niçoise des corps francs de l’Armée juive.
Parmi ses activités pour le compte de la Résistance, elle fournit de faux tampons, des explosifs, des « planques », elle coopère avec le Maquis de Vence, elle fait passer de nombreux enfants en Suisse et en Espagne. Elle se bat aux côtés du groupe Charcot-Neuville lors de la Libération de Paris. Lors de la libération de Paris, elle a par ailleurs des contacts avec les services de Raoul Nordling, consul de Suède à Paris pour qu'il demande aux Allemands que la Gestapo ne massacre ni ne déporte les Juifs encore internés à Drancy.
Après la guerre, elle reprend son métier de journaliste et travaille avec différentes organisations sionistes, afin de faciliter l'immigration juive en Palestine mandataire.
En 1948, elle épouse Mendel Grunstein, engagé volontaire dans la Légion étrangère (22e régiment de marche) en 1939 et qui passa près de 5 années en captivité, comme prisonnier de guerre. Il était titulaire de la Médaille militaire et est décédé en 1971, à l'âge de 63 ans.
Elle est médaillée de la Résistance. Nommée Chevalier de la Légion d'honneur le 30 juin 1988, elle est nommée Officier le 13 juillet 2000.
Le 13 février 2017, elle est honorée du titre de « sauveteur de juifs » au Mémorial de la Shoah par le B'nai Brith France.

## Sources
- Jacques Fijalkow, Les femmes dans les années quarante: juives et non-juives, souffrances et résistance, Editions de Paris, 2004, p. 190-5.  (ISBN 2846210543)
- Christiane Goldenstedt, Les femmes dans la Résistance, in: Annette Kuhn, Valentine Rothe (Hrsg.), Frauen in Geschichte und Gesellschaft, Band 43, Herbolzheim 2006  (ISBN 3-8255-0649-5). Rachel Cheigam, Femmes en Résistance, Christiane Goldenstedt, critique, dans: L'Arche, Nr. 590, 6/2007, p.103, Paris.
- Christiane Goldenstedt: Motivations et activités des Résistantes. Comparaison France du Nord- France du Sud, in: Robert Vandenbussche (éditeur), Femmes et Résistance en Belgique et zone interdite, Colloque Bondues, Université Charles-de-Gaulle 3, Bondues 2006, p. 199-220.  (ISBN 978-2-905637-53-6).
- Philipp Glahé: "Wir können uns nicht ewig hassen."  We cannot hate each other for ever." Deutsche Jugendliche treffen jüdische Widerstandskämpferinnen. German adolescents meet Jewish Resistance Fighters, in: Spirale der Zeit 8/2010, Spiral of time 8/2010, Schriften aus dem Haus der FrauenGeschichte Bonn, Opladen/Farmington Hills (USA) 2010,  (ISSN 1864-5275). (German/English)
- Catherine Richet, « Grunstein née Cheigam, Rachel (dite Aline Vannier) », dans Organisation juive de combat, ch. 3 : « Biographies des membres de l’Armée juive », Autrement, coll. « Mémoires/Histoires », 2006, p. 74-5.  (ISBN 9782746709027)
- Alain Vincenot, La France résistante: Histoires de héros ordinaires, Éditions des Syrtes, 2004, p. 538-542.  (ISBN 2845450893)

## Sources externes
- AJPN, Rachel Cheigam Grunstein dite Aline Vannier